# 화산서원 (경북)
화산서원(禾山書院)은 대한민국 경상북도 의성군 단촌면 하화리 산47-4에 있다. 2013년 5월 28일 의성군의 문화유산 제10호로 지정되었다.

## 개요
경상북도 의성군 단촌면 하화리에 있는 화산서원은 장흥 마씨 문간공파의 집성촌이다. 
임진왜란 때 진주 남강전투에서 큰 공을 세웠던 長興馬氏 17세손 3형제(운종,온종,창종)가 1602년 화곡(禾谷)에 들어와 대대로 살다가, 입향조 마온종(馬溫宗)의 후손들이 조선 초 태종을 도와 건국의 기반을 다지는데 크게 공을 세웠던 11세조 마천목(馬天牧)(1358~1431)의 영정을 봉향하기 위해 1855년(철종 6)에 지역 사림이 모여서 '오천영당(梧川影堂)'을 설립한 것이 시초이다. 그 뒤 1925년 영당을 '숭절사'로 개칭하였고, 강당인 '소훈당'을 신축하였다. 이후 1976년 지방 유림의 발의로 마천목의 장자인 마승을 배향하면서, 다시 '화산서원'으로 이름을 고쳤다. 1986년 훼손된 숭절사와 동명문을 중수하면서, 서원의 서편에 신식 건물로 재실을 만들었는데, 마천목의 호를 따서 '오천재(梧川齋)'라고 이름을 붙였다.

## 같이 보기
- 마천목
- 마승